# Marie Petiet
Marie Petiet (Limoux, 20 juli 1854 - Parijs, 16 april 1893) was een Frans kunstschilderes.

## Leven

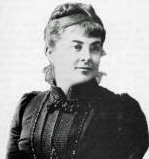
Marie Petiet

Petiet werd geboren in een welgestelde familie van landeigenaars in het departement Aude. Ze groeide op in het Château de La Bezole in de buurt van Limoux. Zowel haar vader Léopold als haar oom Auguste Petiet waren amateurschilders en van hen leerde ze al op jonge leeftijd de beginselen van het schilderen door het kopiëren van het werk van de oude meesters. Ze overtrof hen in talent. Tussen 1877 en 1883 studeerde ze bij Jean-Jacques Henner in Parijs. Ze volgde ook les bij Louis Hector Leroux. Verschillende werken van Petiet werden tentoongesteld op de Parijse salons. In 1886 huwde ze met kunstschilder en politicus Étienne Dujardin-Beaumetz. Ze bleef ook na haar huwelijk als schilder actief al verminderde haar productie sterk.
In 1880-1181 schonken Leopold, Auguste en Marie een kunstverzameling en een museumgebouw aan de gemeente Limoux, waaruit het Musée Petiet ontstond. Na de dood van Marie in 1893 schonk Étienne Dujardin-Beaumetz een collectie van haar werk aan het museum.

## Werk
Een deel van het werk van Petiet stelt de arbeidersklasse bij hun dagelijks werk in het zuiden van Frankrijk voor. Een ander deel zijn vrouwenportretten. Haar leermeester Henner vormde een grote invloed voor de ontwikkeling van haar stijl. Haar werk getuigt van een zeker intimisme. Een belangrijk werk is Les blanchisseuses.

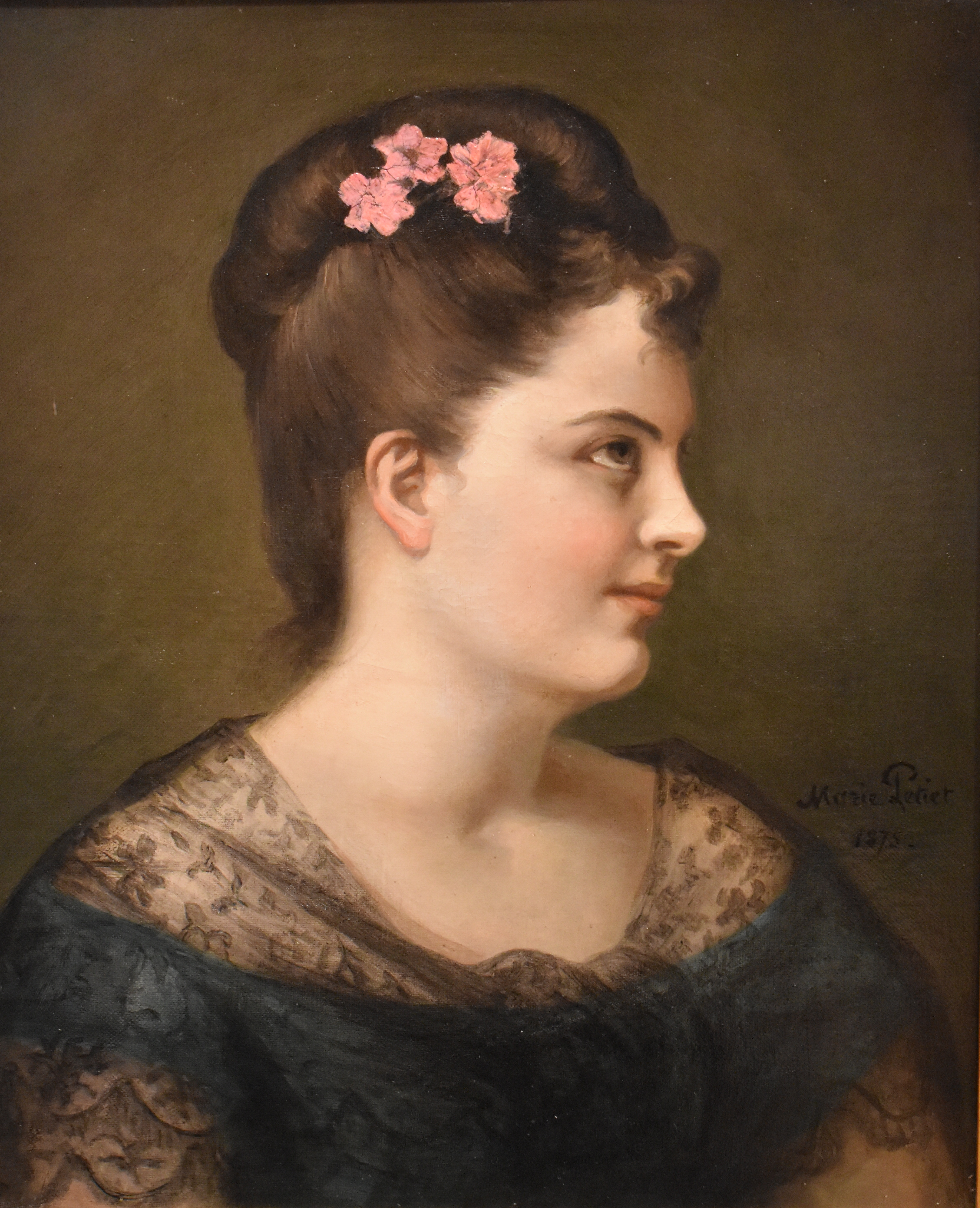
Zelfportet (1875, Musée Petiet)
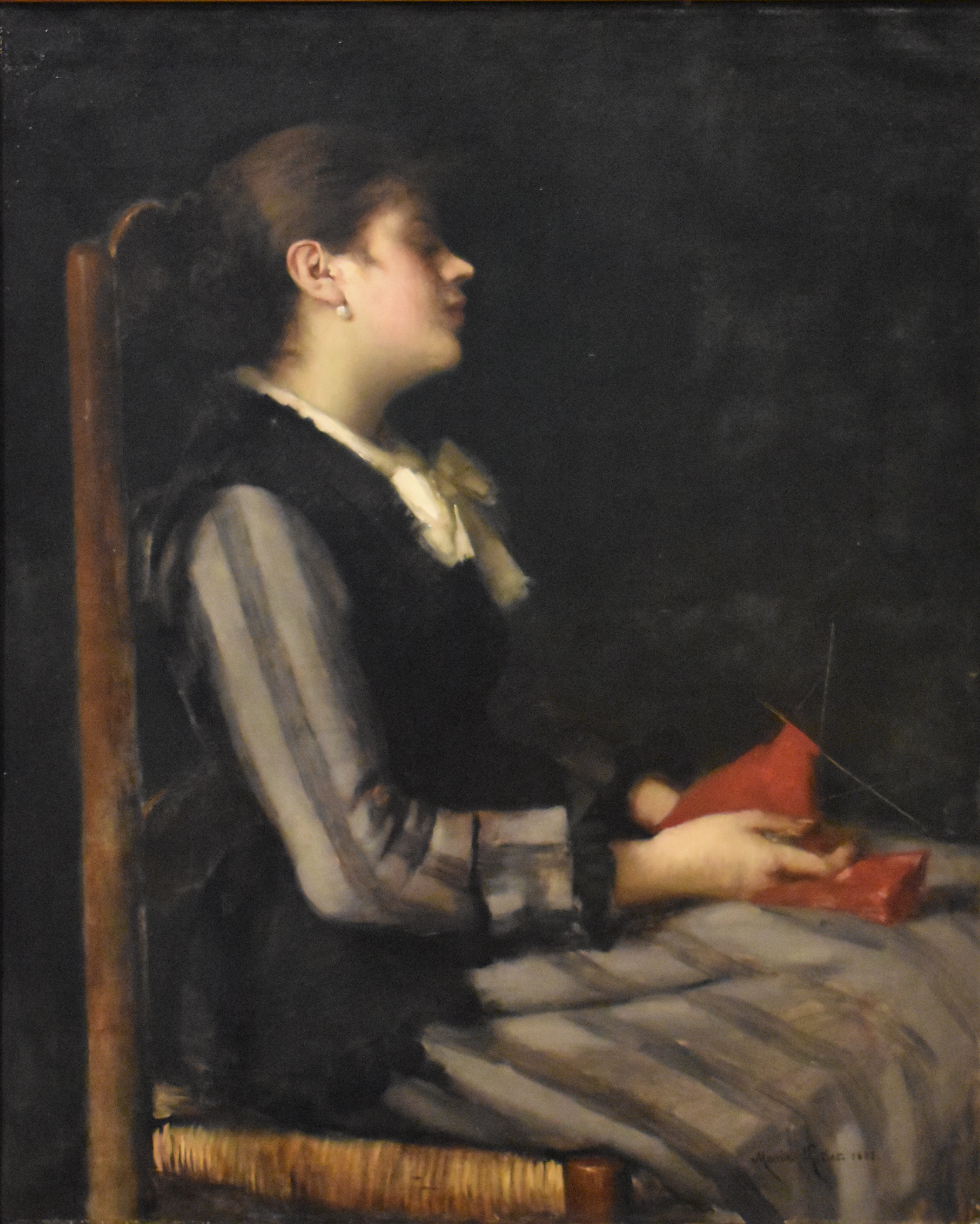
Tricoteuse endormie (1881, Musée Petiet)
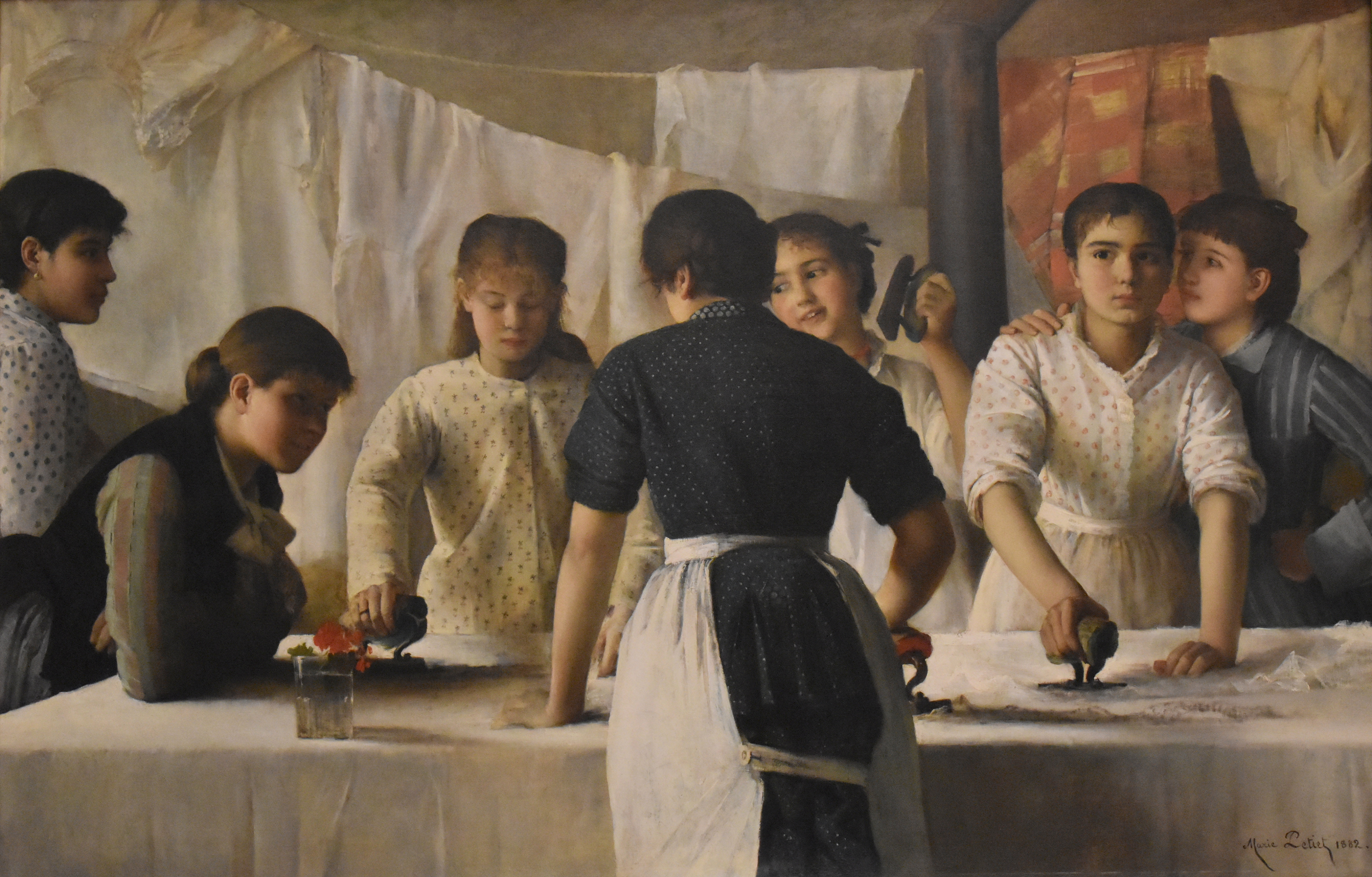
Les blanchisseuses (1882, Musée Petiet)
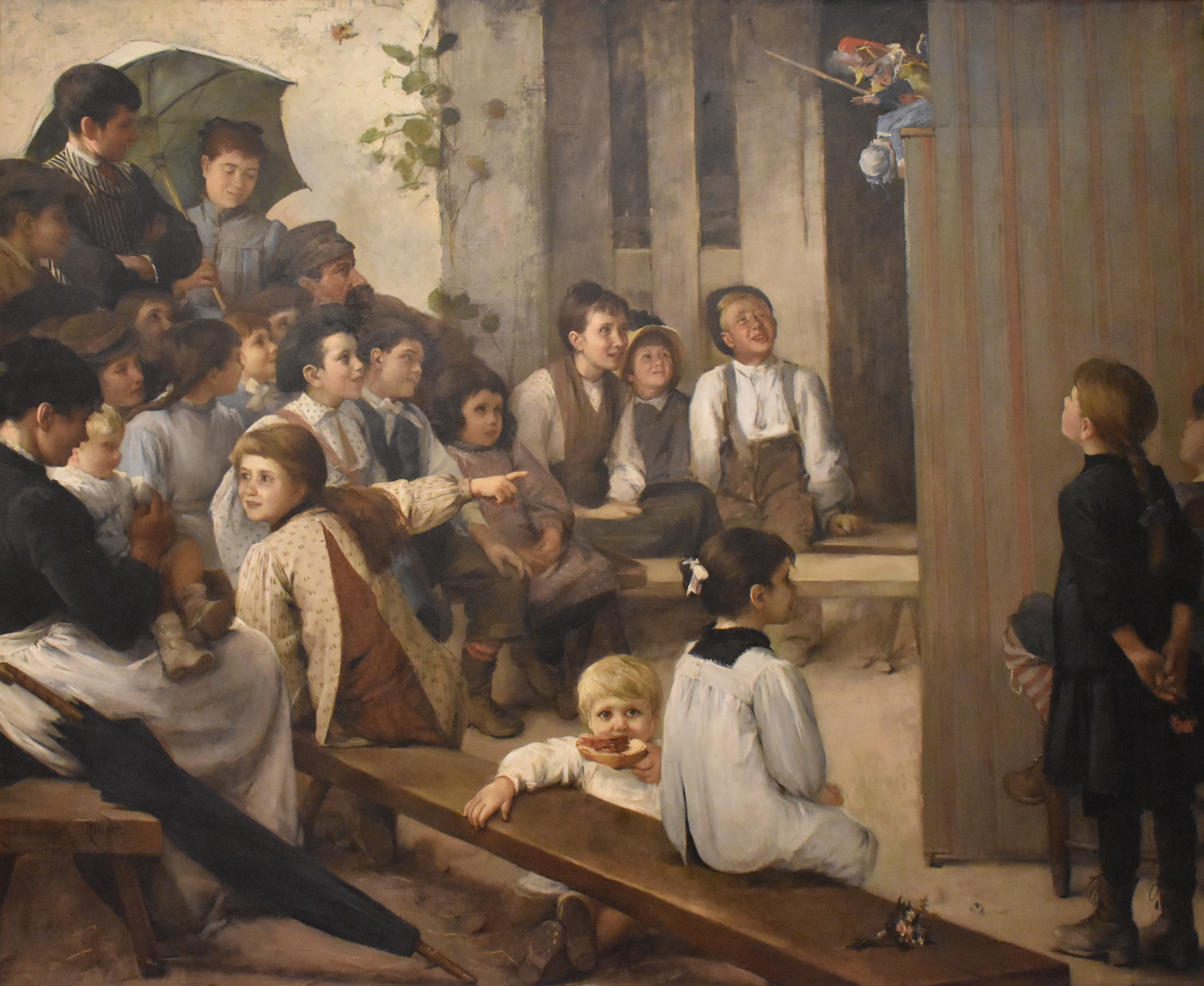
Guignol au village (na 1886, Musée Petiet)